# Higashiyoshino
Higashiyoshino (東吉野村?) è un villaggio giapponese della prefettura di Nara.